# Yusuke Murakami
Yusuke Murakami (村上 佑介 Murakami Yusuke?), född 27 april 1984 i Tokyo prefektur, är en japansk fotbollsspelare.
Murakami började sin karriär 2008 i Kashiwa Reysol. Efter Kashiwa Reysol spelade han för Albirex Niigata, Ehime FC och V-Varen Nagasaki. Han avslutade karriären 2017.